# Arkadiateatern

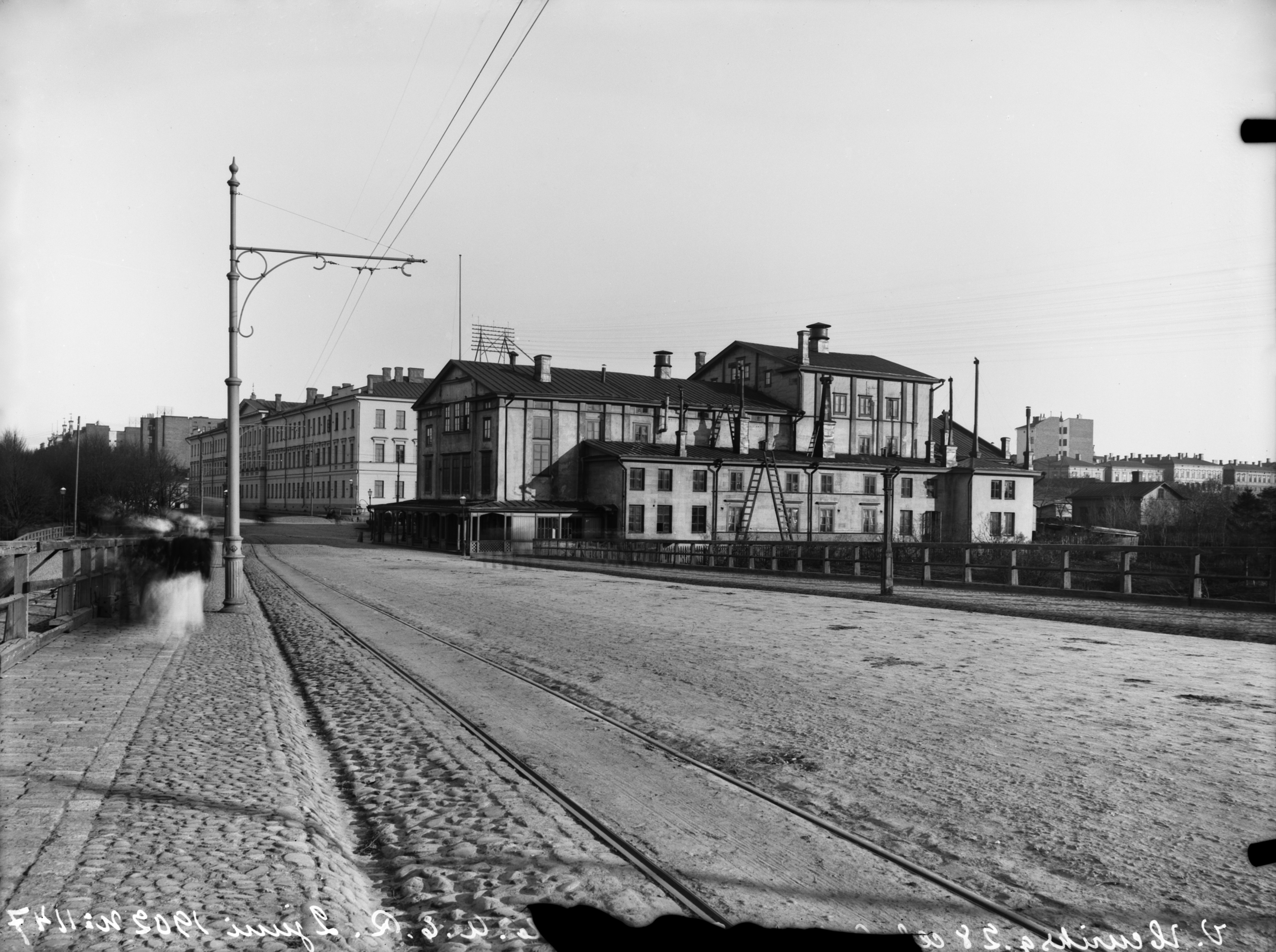
Nuvarande Mannerheimvägen, dåvarande Västra Henriksgatan, med Arkadiateatern i förgrunden och Åbo kasern i bakgrunden, 1902. På platsen också låg till 1900-talets början Esbo tull.

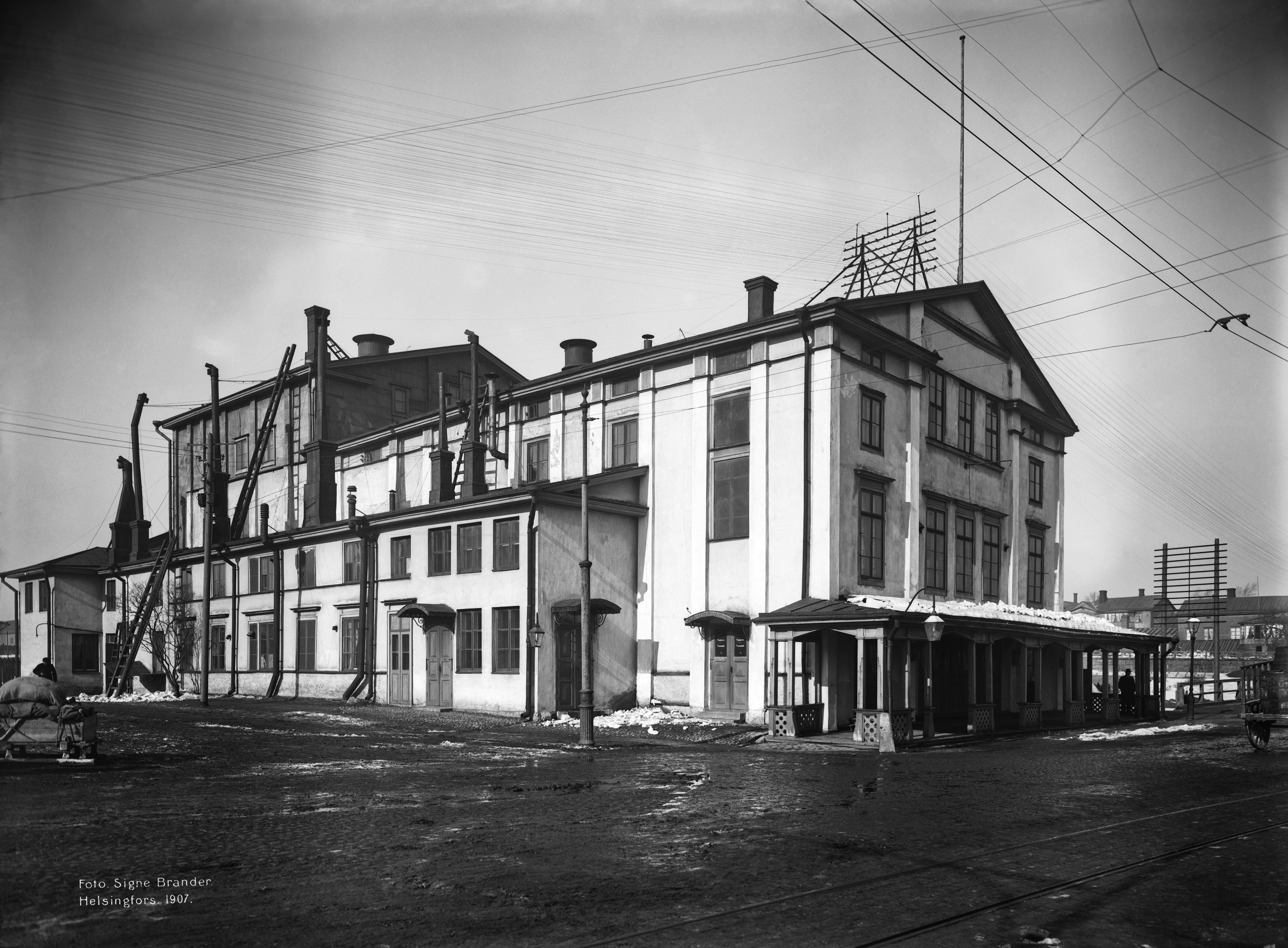
Arkadiateatern år 1907. Foto: Signe Brander

Arkadiateatern var en teater i Helsingfors.

## Teaterhuset
Teatern byggdes ursprungligen 1827. För ritningarna ansvarade Carl Ludwig Engel. Teatern kallades också Engels teater eller Esplanadteatern. Huset användes fram till 1907, då det utdömdes. Huset såldes på auktion och revs. Delar av huset användes sedan i Alberga villastad. 
Teatersalongen byggde efter 1700-talets stil och gjordes halvscirkelformad för att ge god akustik. Teatern hade en ypperlig akustik för teaterföreställningar, men för dålig för musik. Salongen hade ursprungligen ungefär 400 sittplatser och utvidgades under 1840-talet till ungefär 600 sittplatser. 

## Platser
Teaterhuset var ursprungligen beläget i Esplanadparken, men flyttades 1861, när Nya teatern – nuvarande Svenska Teatern –  byggdes. Det flyttade och utvidgade teaterhuset återuppfördes vid Esbo tull, bredvid Åbo kasern vid Henriksgatan. Platsen är i stort sett det område som i dag upptas av Paasikiviplatsen och Hankkijas kontors- och affärshus bredvid Glaspalatset vid hörnet av Mannerheimvägen och Arkadiagatan. Vid flytten fick teatern namn efter villaområdet.

## Föreställningar
Scenen hyrdes ut för olika teaterföreställningar framförda av diverse teatersällskap och konserter, men också som tillfällig scen när Nya teatern drabbats av brand. Teaterföreställningarna framfördes vid denna tid ännu främst på svenska och tyska. 
Den nygrundade Finska teatern (Suomalainen teatteri) installerade sig 1873 i Arkadiateatern och blev kvar tills Finlands nationalteater invigdes vid Järnvägstorget 1902. Därefter övertog Folkteatern huset, ända tills det utdömdes 1907 och sedermera flyttades till Alberga. Den sista teaterföreställningen där hölls på nyårsdagen 1907. Byggnaden revs 1908. 
Affärsmannen Sergej Nikolajeff lät uppföra Autopalatset på tomten, som fungerade som huvudkontor för Keskuosuusliike Hankkija mellan 1918 och 1976. På Ärkadiaplatsen framför byggnaden restes senare ett monument över Juho Kusti Paasikivi av Harry Kivijärvi, och platsen döptes om till Paasikiviplatsen.

## Scenen återskapad
Teatermuseet i Helsingfors återskapade 1999 scenen och bakomliggande rum för skådespelarna. Scenen gjordes i förhållandet 1:2, färgsättningen, kulisserna och ridån utgår från Engels beskrivningar och färgsättning. I omklädningsrummet har 1800-talsandan återskapats.